# Kościół św. Pawła we Wrocławiu
Kościół św. Pawła (niem.: Pauluskirche) – luterański kościół, który znajdował się we Wrocławiu. Wyburzony w latach 60. XX wieku.

## Historia
Kościół zaprojektowany został w 1908 przez Arthura Kicktona w stylu neorenesansu. Zbudowany w latach 1911–1913 i inaugurowany 17 marca 1913 w setną rocznicę wydania we Wrocławiu odezwy króla pruskiego Do mego ludu (An Mein Volk).
W latach 1930 i 1940 był ośrodkiem oporu przeciwko władzy nazistowskiej; tutejszy pastor Kurt Bornitz (1899–1945) był działaczem Kościoła Wyznającego i z tego powodu został rozstrzelany z rozkazu Gestapo w styczniu 1945.
W czasie II wojny światowej został zamieniony na strażnicę (wieżę obserwacyjną), większość zabudowań parafialnych wysadzono pod koniec oblężenia Festung Breslau na rozkaz gauleitera Hanke. Silnie uszkodzony podczas wojny budynek kościoła, oceniony wówczas jako obiekt bez wartości zabytkowej, został wyburzony w latach 60. XX wieku.
W miejscu, w którym znajdował się kościół wybudowano Centrum Diagnostyki Medycznej „Dolmed”.

## Architektura
Kościół był trzynawowy, trzyprzęsłowy (z 1400 miejscami siedzącymi), dwuwieżowy (wieże o wysokości 65 m), z jednym prezbiterium.
W pobliżu znajdowało się duże centrum parafialne (dom parafialny, aula, ogród).